# 東京都の登録有形文化財一覧
東京都の登録有形文化財一覧（とうきょうとのとうろくゆうけいぶんかざいいちらん）は、東京都にある登録有形文化財（国の登録）の一覧。

## 概説
東京都内には412件の登録有形文化財がある。東京大空襲などの被害もあり、戦前からの建造物は少ないため、文化財の絶対数も少ない。なお重要文化財指定の建造物は86件となっている。

## 千代田区
- カトリック神田教会聖堂（2002年登録）
- 学士会館（2003年登録）
- 旧文部省庁舎（2007年登録）
- 山本歯科医院（2005年登録）
- 松本家住宅主屋（2000年登録）
- 神田神社神饌所（2003年登録）
- 神田神社瑞垣（2003年登録）
- 神田神社西門（2003年登録）
- 神田神社東門（2003年登録）
- 神田神社拝殿（2003年登録）
- 神田神社幣殿（2003年登録）
- 神田神社宝庫（2003年登録）
- 神田神社本殿（2003年登録）
- 太洋ビルディング（丸石ビルディング）（2002年登録）
- 日本工業倶楽部会館（1999年登録）
- 旧九段会館（2019年登録）

## 文京区
- お茶の水女子大学表門（2008年登録）
- お茶の水女子大学講堂（2008年登録）
- お茶の水女子大学附属幼稚園園舎（2008年登録）
- お茶の水女子大学本館（2008年登録）
- さかえビル（1998年登録）
- はん亭（1999年登録）
- 芦葉家住宅倉庫（2005年登録）
- 芦葉家住宅門（2005年登録）
- 伊勢五主屋（2003年登録）
- 伊勢五蔵（2003年登録）
- 旧弘田家住宅主屋（2014年登録）
- 旧弘田家住宅門柱及び塀（2014年登録）
- 橋本家住宅（1998年登録）
- 金澤家住宅主屋（1998年登録）
- 金澤家住宅門及び塀（1998年登録）
- 金澤家住宅洋館（1998年登録）
- 山﨑家住宅主屋（2017年登録）
- 新町館（三宅家住宅）1998年登録
- 森博士の家（2016年登録）
- 進開屋（2003年登録）
- 瀬川家住宅（旧古市家住宅）主屋（2003年登録）
- 瀬川家住宅（旧古市家住宅）蔵（2003年登録）
- 棚澤書店（2002年登録）
- 椿山荘三重塔(2003年登録）
- 椿山荘残月（2003年登録）
- 田口家住宅主屋（2010年登録）
- 島薗家住宅主屋（2001年登録）
- 東京大学工学部1号館（1998年登録）
- 東京大学工学部列品館（1998年登録）
- 東京大学法学部3号館（1998年登録）
- 東京大学法文1号館（1998年登録）
- 東京大学法文2号館（1998年登録）
- 東京大学本郷正門及び門衛所（1998年登録）
- 東京大学大講堂（安田講堂）（1996年登録）
- 東京大学野球場観覧席・ダッグアウト及びフェンス（2010年登録）
- 日本基督教団根津教会（2001年登録）
- 日本基督教団根津教会門及び塀（2001年登録）
- 日本基督教団本郷中央教会（1998年登録）
- 日本聖公会東京教区東京諸聖徒教会礼拝堂（2004年登録）
- 平野家住宅主屋（1998年登録）
- 平野家住宅蔵（1998年登録）
- 平野家住宅茶室（1998年登録）
- 平野家住宅茶室門（1998年登録）
- 平野家住宅門（1998年登録）
- 平野家住宅洋館（1998年登録）
- 鳳明館本館（2000年登録）
- 弥生正緑館（渋谷家住宅洋館）主屋（1998年登録）
- 弥生正緑館（渋谷家住宅洋館）庭門（1998年登録）
- 林家住宅（1998年登録）栃木県の温泉旅館が買取移築へ

## 台東区
- ギャラリー・エフ蔵（株式会社淵川金属事務所）（1998年登録）
- すぺーす小倉屋蔵（2000年登録）
- すぺーす小倉屋店舗（2000年登録）
- タイガービルヂング（2008年登録）
- 伊勢屋店舗兼主屋（2010年登録）
- 燕湯（2008年登録）
- 花重店舗（2003年）
- 寛永寺護国院庫裏（2001年登録）
- 寛永寺渋沢家霊堂（2001年登録）
- 観音寺築地塀（2000年）
- 旧井阪屋本店河合ビル（2018年登録）
- 旧井阪屋本店河合ビル稲荷社（2018年登録）
- 教證寺客殿（2010年登録）
- 教證寺本堂（2010年登録）
- 黒沢ビル（2005年登録）
- 今半別館玄関棟（2003年登録）
- 今半別館南棟（2003年登録）
- 今半別館北棟（2003年登録）
- 市田家住宅主屋（2005年登録）
- 市田家住宅蔵（2005年登録）
- 市田家住宅表門（2005年登録）
- 市田家住宅裏門（2005年登録）
- 神谷バー本館（2011年登録）
- 台東区立朝倉彫塑館アトリエ棟（2001年登録）
- 台東区立朝倉彫塑館旧アトリエ（2001年登録）
- 台東区立朝倉彫塑館住居（2001年登録）
- 台東区立朝倉彫塑館東屋（2001年登録）
- 中江店舗（2010年登録）
- 東京文化財研究所黒田記念館本館（2002年登録）
- 東京文化財研究所黒田記念館書庫（2002年登録）
- 難波商店店舗兼主屋（2017年登録）
- 日本聖公会浅草聖ヨハネ教会（2008年登録）

## 新宿区
- 一水寮（2013年登録）
- 宮城道雄記念館検校の間（2011年登録）
- 旧常盤家本館（石合家住宅主屋）（2011年登録）
- 旧島津家住宅アトリエ（2011年登録）
- 栗原家住宅稲荷社及び石鳥居（2015年登録）
- 栗原家住宅主屋（2015年登録）
- 栗原家住宅蔵（2015年登録）
- 栗原家住宅門柱及び塀（2015年登録）
- 高橋建築事務所社屋（2011年登録）
- 新井家住宅主屋（2013年登録）
- 日本バプテストキリスト教目白ヶ丘教会礼拝堂（2011年登録）
- 矢来能楽堂（2011年登録）
- 鈴木家住宅主屋（2011年登録）

## 渋谷区
- 温故学会会館（2000年登録）
- 渋谷区立広尾小学校（2000年登録）
- 上宮寺鐘楼（2017年登録）
- 上宮寺本堂（2017年登録）
- 上宮寺本堂応接部（2017年登録）
- 青山学院ベリーホール（2008年登録）
- 青山学院間島記念館（2008年登録）
- 代々木能舞台敷舞台及び座敷（2009年登録）
- 代々木能舞台舞台・橋掛・鏡の間（2009年登録）

## 港区
- キリスト友会フレンズセンター（2005年登録）
- 菊池家住宅茶室（2016年登録）
- 菊池家住宅茶室待合（2016年登録）
- 菊池家住宅茶室門及び塀（2016年登録）
- 菊池寛実記念 智美術館別館（2003年登録）
- 虎ノ門大坂屋砂場店舗（2011年登録）
- 国際文化会館本館（2006年登録）
- 三菱電機高輪荘主屋（2000年登録）
- 三菱電機高輪荘蔵（2000年登録）
- 三菱電機高輪荘洋館（2000年登録）
- 常照院本堂内陣（2001年登録）
- 心光院表門（2001年登録）
- 心光院本堂（2017年登録）
- 大橋茶寮茶室葵（2006年登録）
- 大橋茶寮茶室桂（2006年登録）
- 大橋茶寮茶室山吹（2006年登録）
- 大橋茶寮茶室守貧庵（2006年登録）
- 大橋茶寮茶室如庵写（2006年登録）
- 大橋茶寮中門（2006年登録）
- 大橋茶寮表門（2006年登録）
- 大橋茶寮不老門（2006年登録）
- 大橋茶寮塀（2006年登録）
- 大倉集古館陳列館（1998年登録）
- 東京タワー（2013年登録）
- 東京海洋大学雲鷹丸（1998年登録）
- 堀商店（1998年登録）
- 妙定院熊野堂（2001年登録）
- 妙定院上土蔵（2001年登録）
- 廣度院表門及び練塀（1998年登録）

## 豊島区
- 学習院正門（2009年登録）
- 学習院西一号館（旧中等科教場）（2009年登録）
- 学習院東別館（旧皇族寮）（2009年登録）
- 学習院南一号館（旧理科特別教場）（2009年登録）
- 学習院乃木館（旧総寮部）（2009年登録）
- 学習院北別館（旧図書館）（2009年登録）
- 学習院厩舎（2009年登録）
- 旧丹羽家住宅蔵（2008年登録）
- 金剛院庫裏（2014年登録）
- 金剛院本堂（2014年登録）
- 高岩寺本堂（2009年登録）

## 練馬区
- 佐々木家住宅主屋（2010年登録）
- 青柳家住宅主屋（2004年登録）

## 中野区
- 旧野方配水塔（2010年登録）
- 功運寺庫裏（2014年登録）
- 功運寺山門（2014年登録）
- 功運寺鐘楼（2014年登録）
- 細井家住宅主屋（2014年登録）
- 三岸家住宅アトリエ（2014年登録）
- 中村家住宅洋館（2011年登録）

## 中央区
- ハリオグラスビル（2003年登録）
- よし梅芳町亭（2002年登録）
- 玉置文治郎ビル（2005年登録）
- 江戸屋店舗兼住宅（2014年登録）
- 大野屋總本店店舗（2014年登録）

## 目黒区
- 旧園田家住宅スタジオ（2015年登録）
- 浅田家住宅主屋（2005年登録）
- 東京工業大学七〇周年記念講堂（2013年登録）
- 東京工業大学大岡山西一号館（旧分析化学実験室）（2013年登録）
- 東京工業大学本館（2013年登録）
- 東京大学教養学部旧第一高等学校本館（時計台）（2000年登録）
- 東京大学先端科学技術研究センター十三号館（旧東京帝国大学航空研究所本館）（2000年登録）
- 祐天寺書院（2013年登録）
- 祐天寺水屋（2013年登録）
- 祐天寺地蔵堂（2013年登録）
- 祐天寺地蔵堂門（2013年登録）
- 祐天寺表門（2013年登録）
- 祐天寺本堂（2013年登録）

## 杉並区
- ビストロOJI（末光家住宅）（2002年登録）
- 井草幼稚園園舎（2017年登録）
- 旧滋賀家住宅主屋（2008年登録）
- 旧大田黒家住宅蔵（2016年登録）
- 旧大田黒家住宅洋館（2016年登録）
- 幻戯山房（旧角川家住宅主屋）（2009年登録）
- 古宇田家住宅（2009年登録）
- 水口家住宅洋館（2008年登録）
- 西郊ロッヂング（2009年登録）
- 辻家住宅旧主屋（2010年登録）
- 渡邊家住宅主屋（2016年登録）
- 東京女子大学14号館（安井記念館）（1998年登録）
- 東京女子大学16号館（外国人教師館）（1998年登録）
- 東京女子大学17号館（ライシャワー館）（1998年登録）
- 東京女子大学6号館（東校舎）（1998年登録）
- 東京女子大学7号館（西校舎）（1998年登録）
- 東京女子大学講堂・礼拝堂（1998年登録）
- 東京女子大学本館（1998年登録）
- 淵川家住宅主屋（2014年登録）
- 旅館西郊本館（2009年登録）

## 墨田区
- 割烹美家古向島本店店舗（2011年登録）
- 照田家住宅主屋（2008年登録）

## 世田谷区
- 河津家住宅主屋（2006年登録）
- 鎌田家住宅主屋（2009年登録）
- 鎌田家住宅門及び塀（2009年登録）
- 鎌田家住宅離れ（2009年登録）
- 五島美術館古経楼（2017年登録）
- 五島美術館冨士見亭（2017年登録）
- 五島美術館本館（2017年登録）
- 国士舘大講堂（2017年登録）
- 坂間家住宅主屋（2004年登録）
- 志村家住宅門及び石垣（2006年登録）
- 秋山家住宅主屋（2014年登録）
- 秋山家住宅土蔵（2014年登録）
- 池上家住宅主屋（2006年登録）
- 築山家住宅主屋（2007年登録）
- 築山家住宅水蓮池（2007年登録）
- 築山家住宅石垣（2007年登録）
- 築山家住宅門（2007年登録）
- 長谷川家住宅（2000年登録）
- 日本学園一号館（2009年登録）
- 日本基督教団富士見丘教会（2003年登録）
- 萩原家住宅（2000年登録）
- 柳澤家住宅主屋（2011年登録）

## 江東区
- 旧東京市深川食堂（2008年登録）
- 東京商船大学1号館（1998年登録）
- 東京商船大学2号館（1998年登録）
- 東京商船大学旧天体観測所（第一観測台）（1998年登録）
- 東京商船大学旧天体観測所（第二観測台）（1998年登録）
- 東京商船大学事務局管理棟（1998年登録）

## 品川区
- 旗岡八幡神社絵馬殿（2013年登録）
- 小池家住宅主屋（2011年登録）

## 大田区
- 伊藤家住宅主屋（2016年登録）
- 位田家住宅主屋（2005年登録）
- 河原家住宅主屋（2000年登録）
- 吉川家住宅主屋（2000年登録）
- 御嶽神社社務所（2016年登録）
- 御嶽神社水行堂（2016年登録）
- 御嶽神社末社一山神社祖霊社（2016年登録）
- 高橋診療所（2000年登録）
- 三橋家住宅主屋（2004年登録）
- 山﨑家住宅主屋（2006年登録）
- 私の家（清家清自邸）（2018年登録）
- 実相寺本堂（2003年登録）
- 実相寺門（2003年登録）
- 守屋家住宅主屋（2000年登録）
- 昭和のくらし博物館（旧小泉家住宅主屋）（2002年登録）
- 松風荘主屋（2003年登録）
- 松風荘待合（2003年登録）
- 松風荘門（2003年登録）
- 竹中家住宅主屋（2000年登録）
- 鳥海家住宅主屋（2002年登録）
- 塚﨑家住宅主屋（2017年登録）
- 塚﨑家住宅門及び塀（2017年登録）
- 鳳凰閣（旧清明文庫）（2000年登録）
- 妙福寺祖師堂（旧七面大明神堂）（2002年登録）
- 萬屋酒店（2000年登録）

## 足立区
- 平田家住宅主屋（2013年登録）

## 三鷹市
- 安藤家住宅主屋（2004年登録）
- 伊藤家住宅主屋（2006年登録）
- 国際基督教大学泰山荘高風居（1999年登録）
- 国際基督教大学泰山荘車庫（1999年登録）
- 国際基督教大学泰山荘書院（1999年登録）
- 国際基督教大学泰山荘蔵（1999年登録）
- 国際基督教大学泰山荘待合（1999年登録）
- 国際基督教大学泰山荘表門（1999年登録）
- 国立天文台ゴーチェ子午環室（2014年登録）
- 国立天文台レプソルド子午儀室（2014年登録）
- 国立天文台旧図庫及び倉庫（2014年登録）
- 国立天文台第一子午線標室（2014年登録）
- 国立天文台第二子午線標室（2014年登録）
- 国立天文台表門（2014年登録）
- 国立天文台門衛所（2014年登録）
- 国立天文台太陽分光写真儀室（1998年登録）
- 国立天文台大赤道儀室（2002年登録）
- 国立天文台第一赤道儀室（2002年登録）
- 淡島家住宅主屋（2004年登録）
- 中島家住宅主屋（2006年登録）
- 渡辺家住宅主屋（2004年登録）
- 渡辺家住宅主屋（2007年登録）

## 西東京市
- 小宮家住宅主屋（2013年登録）
- 田無神社参集殿（2004年登録）
- 髙橋家住宅主屋（2017年登録）
- 髙橋家住宅土蔵（2017年登録）
- 髙橋家住宅納屋（2017年登録）
- 髙橋家住宅表門（2017年登録）
- 髙橋家住宅衣装蔵（2017年登録）

## 調布市
- 新井家住宅外蔵（2014年登録）
- 新井家住宅旧蚕室（2014年登録）
- 新井家住宅主屋（2014年登録）
- 新井家住宅中門及び塀（2014年登録）
- 新井家住宅内蔵（2014年登録）
- 真木家住宅日本館（2000年登録）
- 真木家住宅洋館（2000年登録）
- 白百合女子大学めぐみ荘（旧菊池家住宅主屋）（2014年登録）

## 武蔵野市
- 濵家住宅西洋館（2010年登録）

## 立川市
- 中野家住宅主屋（2000年登録）
- 中野家住宅蔵（2000年登録）

## 府中市
- 東京農工大学農学部本館（2000年登録）

## 昭島市
- 西川家旧別邸蔵（2016年登録）

## 東大和市
- 旧吉岡家住宅主屋兼アトリエ（2017年登録）
- 旧吉岡家住宅蔵（2017年登録）
- 旧吉岡家住宅中門（2017年登録）
- 旧吉岡家住宅長屋門（2017年登録）

## 東久留米市
- 村野家住宅主屋（2011年登録）
- 村野家住宅穀蔵（2011年登録）
- 村野家住宅新蔵（2011年登録）
- 村野家住宅中雀門（2011年登録）
- 村野家住宅土蔵（2011年登録）
- 村野家住宅薬医門（2011年登録）
- 村野家住宅離れ（2011年登録）

## 国立市
- 一橋大学旧門衛所（2000年登録）
- 一橋大学兼松講堂（2000年登録）
- 一橋大学東本館（2000年登録）
- 滝乃川学園本館（2002年登録）
- 本田家住宅主屋（2011年登録）
- 本田家住宅薬医門（2011年登録）

## 日野市
- 旧農林省蚕糸試験場日野桑園第一蚕室（2017年登録）

## 羽村市
- 宮川家住宅主屋（2001年登録）
- 宮川家住宅納屋（2001年登録）

## 福生市
- 旧ヤマジュウ田村家住宅主屋（2014年登録）
- 旧ヤマジュウ田村家住宅西土蔵（2014年登録）
- 旧ヤマジュウ田村家住宅東土蔵（2014年登録）
- 石川酒造向蔵（2004年登録）
- 石川酒造雑蔵（2004年登録）
- 石川酒造新蔵（2004年登録）
- 石川酒造長屋門（2004年登録）
- 石川酒造文庫蔵（2004年登録）
- 石川酒造本蔵（2004年登録）
- 田村酒造旧水車小屋及び脇蔵（2013年登録）
- 田村酒造雑蔵（2013年登録）
- 田村酒造酒造蔵（2013年登録）
- 田村酒造石垣（2013年登録）
- 田村酒造前蔵（2013年登録）

## あきる野市
- 森田家住宅旧米蔵（2013年登録）
- 森田家住宅見世蔵（2013年登録）
- 森田家住宅御看経堂（2013年登録）
- 森田家住宅主屋（2013年登録）
- 森田家住宅西蔵（2013年登録）
- 森田家住宅前の蔵（2013年登録）
- 森田家住宅板塀（2013年登録）
- 森田家住宅味噌蔵（2013年登録）
- 森田家住宅門（2013年登録）

## 青梅市
- 宇津木家住宅主屋（2007年登録）
- 旧ほていや玩具店店舗（2009年登録）
- 青梅織物工業協同組合旧織物加工工場（2016年登録）
- 青梅織物工業協同組合旧都立繊維試験場（2016年登録）
- 青梅織物工業協同組合旧発券倉庫（2016年）
- 青梅織物工業協同組合本館（2016年）

## 檜原村
- 旧高橋家住宅主屋（2017年登録）
- 蛇の湯温泉たから荘（2013年登録）
- 中村家住宅主屋（2011年登録）
- 峯岸家住宅主屋（2017年登録）

## 八丈町
- 八丈島歴史民俗資料館（旧八丈支庁庁舎）（1999年登録）

## 利島村
- 阿豆佐和気命神社旧本殿（1999年登録）

## 新島村
- 前田家住宅外便所（2004年登録）

## 抹消
重要文化財指定による登録抹消
- 銅御殿（大谷家住宅）（別名旧磯野家住宅）主屋（1998年登録、2005年抹消）
- 銅御殿（大谷家住宅）（別名旧磯野家住宅）門（1998年登録、2005年抹消）
- 前田育徳会事務棟（図書閲覧所）（2000年登録、2013年抹消）
- 前田育徳会書庫（2000年登録、2013年抹消）
- 前田育徳会什器庫（貴重庫）（2000年登録、2013年抹消）
- 前田育徳会塀（2000年登録、2013年抹消）
- 築地本願寺本堂（2011年登録、2014年抹消）
- 築地本願寺石塀（2011年登録、2014年抹消）
- 聖心女子大学パレス（2000年登録、2017年抹消）

都道府県指定による登録抹消
- 和敬塾本館（1997年登録、1998年抹消）
- 目黒雅叙園百段階段十畝荘（2001年登録、2009年抹消）
- 目黒雅叙園百段階段漁樵・草丘（2001年登録、2009年抹消）
- 目黒雅叙園百段階段静水・清方（2001年登録、2009年抹消）
- 目黒雅叙園百段階段星光・頂上（2001年登録、2009年抹消）
- 日本民芸館本館（2009年登録、2021年抹消）
- 日本民芸館本館附属塀（2009年登録、2021年抹消）
- 日本民芸館西館長屋門及び附属塀（2009年登録、2021年抹消）

市区町村指定による登録抹消
- 志村家住宅主屋（2006年登録、2010年抹消）
- 旧本多家住宅倉（2010年登録、2012年抹消）
- 旧本多家住宅長屋門（2010年登録、2012年抹消）
- 旧伊勢屋質店見世（2003年登録、2016年抹消）
- 旧伊勢屋質店座敷棟（2003年登録、2016年抹消）
- 旧伊勢屋質店土蔵（2003年登録、2016年抹消）
- 村川家住宅主屋（1998年登録、2019年抹消）
- 村川家住宅蔵（1998年登録、2019年抹消）
- 村川家住宅門（1998年登録、2019年抹消）
- 村川家住宅洋館（1998年登録、2019年抹消）

解体等による登録抹消
- 井上家住宅主屋（2005年登録、2009年抹消）
- 歌舞伎座（2002年登録、2010年抹消）
- 志村家住宅物置（2006年登録、2012年抹消）
- 江塚眼科医院（2001年登録、2015年抹消）
- 旧梅田診療所（2004年登録、2015年抹消）
- 第一ＫＳビル（2005年登録、2015年抹消）
- 宏明館（2008年登録、2015年抹消）
- 鈴木家住宅主屋（2000年登録、2016年抹消）
- 加藤家住宅主屋（2002年登録、2016年抹消）
- 高村家住宅主屋（2014年登録、2019年抹消）
- 一瀬家住宅主屋（新宿区）（2006年登録、2020年抹消）
- 一瀬家住宅倉庫（新宿区）（2006年登録、2020年抹消）